# محمد العوفي
محمد عواض العوفي مواليد 8 أغسطس 2002، هو لاعب كرة قدم سعودي يلعب حالياً لنادي أبها كظهير أيسر.

## مسيرة اللاعب
لعب في نادي الاتحاد ونادي العدالة ونادي أبها.

## وصلات خارجية
- محمد العوفي على موقع Soccerway.com (الإنجليزية)